# Бруну Малфасіні
Бру́ну да Сі́лва Малфасі́ні (порт. Bruno da Silva Malfacine; *8 серпня 1986, Ріо-де-Жанейро, Бразилія) — бразильський спортсмен, греплер і спеціаліст із бразильського дзюдзюцу. П'ятириразовий чемпіон світу з бразильського дзюдзюцу серед чорних поясів у найлегшій ваговій категорії за версією IBJJF (2007, 2009 – 2012 роки). Багаторазовий чемпіон Бразилії, Америки та Європи з бразильського дзюдзюцу. Чемпіон Бразилії з греплінгу.

## Спортивні досягнення

### Бразильське дзюдзюцу
|  |

|  |

|  |

|  |

|  |

|  |

|  |

|  |